# تلما (فیلم ۲۰۲۴)
تلما (به انگلیسی: Thelma) فیلمی محصول سال ۲۰۲۴ و به کارگردانی جاش مارگولین است. در این فیلم بازیگرانی همچون جون اسکویب، فرد هچینگر، ریچارد راوندتری، کلارک گرگ، پارکر پوزی، مالکوم مک‌داول و نیکول بایر ایفای نقش کرده‌اند.